# Love Is on The Air
Love is on the Air é um filme estadunidense de 1937, do gênero drama romântico-policial, dirigido por Nick Grinde.
Ronald Reagan e June Travis foram os protagonistas. Também atuaram neste filme Raymond Hatton, Jack Mower, William Hopper, Herbert Rawlinson e Lee Shumway. Este filme foi a estreia de Reagan atuando em um papel principal.

## Elenco
- Ronald Reagan como Andy McLeod
- June Travis como Jo Hopkins
- Eddie Acuff como Dunk Glover
- Ben Welden como Nicey Carter
- Robert Barrat como J.D. Harrington
- Raymond Hatton como Weston
- Willard Parker como Lee Quimby
- Spec O'Donnell como Pinky
- Tommy Bupp como Rato
- Jack Mower como Lang
- Addison Richards como E.E. Nichols
- William Hopper como Eddie Gould
- Herbert Rawlinson como Mr. Copelin
- Harry Hayden como Mr. Butler
- Cliff Saum como policial
- Edwin Stanley como Mr. Brown
- John Harron como Clerk
- Sonny Bupp como Billie